# Сергиенко, Раиса Михайловна
Раиса Михайловна Сергиенко (укр. Раїса Михайлівна Сергієнко; 1925—1987) — советская, украинская оперная певица (лирико-драматическое сопрано). Народная артистка СССР (1973).

## Биография
Раиса Сергиенко родилась 13 июля 1925 года в Новоукраинке (ныне город в Кировоградской области, Украина).
В 1951 году окончила Одесскую консерваторию имени А. В. Неждановой по классу пения у С. И. Щавинской и с этого же года — солистка Одесского театра оперы и балета.
Концертный репертуар включает арии из опер, романсы (П. И. Чайковский, С. В. Рахманинов, В. С. Косенко, Ю. С. Мейтус), украинские и русские народные песни, современные произведения советских и зарубежных композиторов.
Гастролировала за рубежом (Венгрия, Болгария, Польша, Чехословакия, Румыния).
Раиса Сергиенко умерла в Одессе 20 марта 1987 года. Похоронена на 2-м Христианском кладбище Одессы.

## Звания и награды
- Лауреат Всесоюзного конкурса вокалистов и артистов балета (2-я премия, Москва, 1956)
- Заслуженная артистка Украинской ССР (1957)
- Народная артистка Украинской ССР (1960)[3]
- Народная артистка СССР (1973)
- Орден «Знак Почёта» (1960)[4]
- Медали.

## Оперные партии
- «Наталка Полтавка» Н. В. Лысенко — Наталка
- «Запорожец за Дунаем»С. С. Гулака-Артемовского — Одарка
- «Катерина» Н. Н. Аркаса — Катерина
- «Назар Стодоля» К. Ф. Данькевича — Галя
- «В степях Украины» О. А. Сандлера — Параска
- «В бурю» Т. Н. Хренникова — Наталья
- «Тихий Дон» И. И. Дзержинского — Наталья
- «Семья Тараса» Д. Б. Кабалевского — Настя
- «Заря» К. В. Молчанова — Татьяна
- «Русалка» А. С. Даргомыжского — Наташа
- «Аида» Дж. Верди — Аида
- «Князь Игорь» А. П. Бородина — Ярославна
- «Евгений Онегин» П. И. Чайковского — Татьяна
- «Пиковая дама» П. И. Чайковского — Лиза
- «Мазепа» П. И. Чайковского — Мария
- «Иоланта» П. И. Чайковского — Иоланта
- «Арсенал» Г. И. Майбороды — Марьяна
- «Тоска» Дж. Пуччини — Тоска
- «Чио-Чио-сан» Дж. Пуччини — Чио-Чио-сан
- «Трубадур» Дж. Верди — Леонора
- «Дон Карлос» Дж. Верди — Елизавета
- «Псковитянка» Н. А. Римского-Корсакова — Ольга
- «Семён Котко» С. С. Прокофьева — Любка
- «Манон Леско» Дж. Пуччини — Манон
- «Сказка о царе Салтане» Н. А. Римского-Корсакова — Милитриса
- «Джоконда» А. Понкьелли — Джоконда[5].